# El Rial de Busa
El Rial de Busa és una masia de Navès (Solsonès) inclosa a l'Inventari del Patrimoni Arquitectònic de Catalunya.

## Situació
És una de les quatre masies ubicades al pla de Busa, al nord del terme municipal. Ocupa la part central del pla, rodejada d'extensos prats de pastura. A Busa s'hi va per una carretera ben arranjada de 15 km. que surt del km. 114,2 (42° 00′ 05″ N, 1° 36′ 22″ E / 42.001501°N,1.606178°E) de la carretera C-26 (de Solsona a Berga), al seu pas pel terme de Navès.

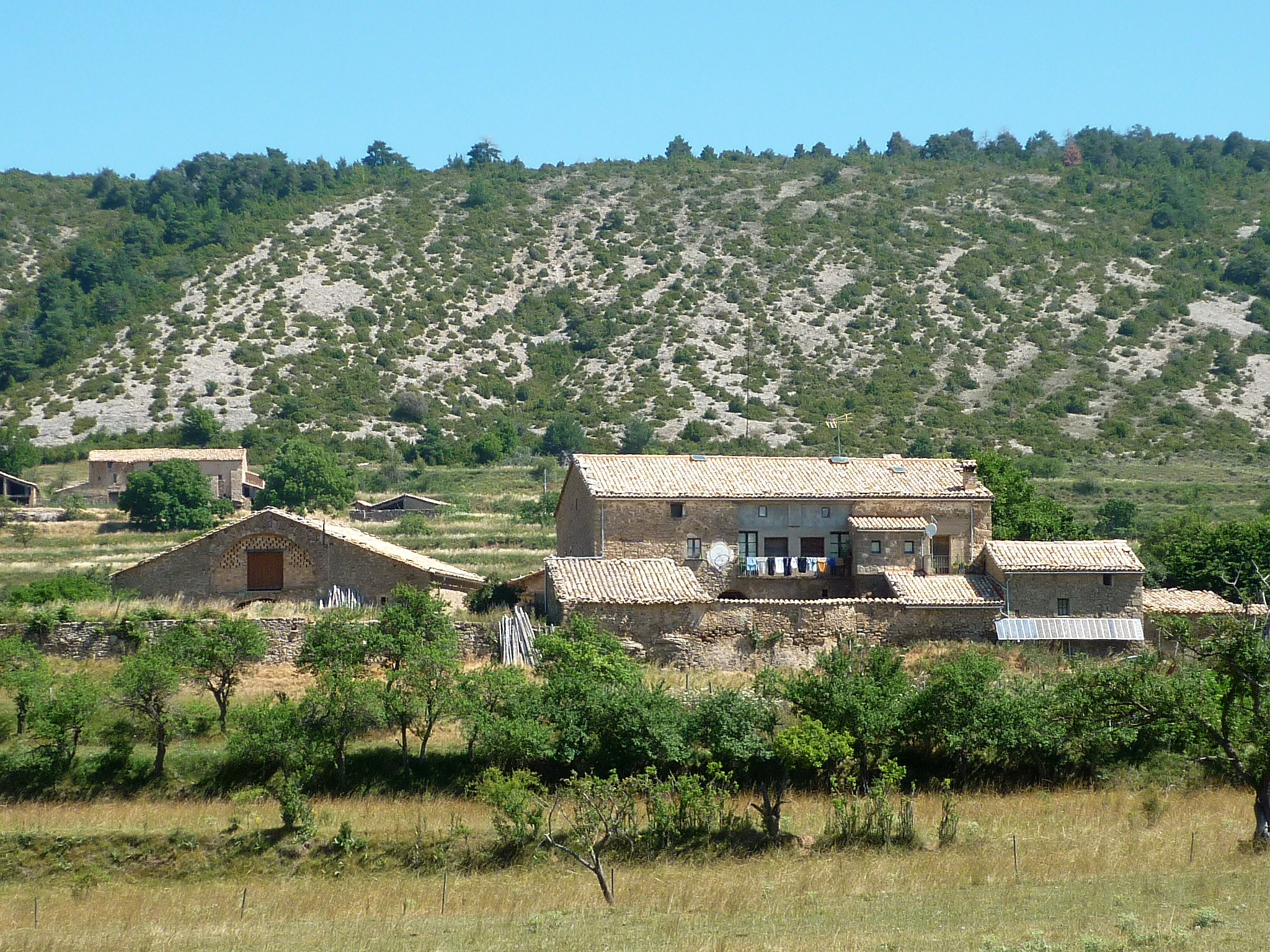
Conjunt del Rial

## Descripció
Masia de planta rectangular, teulada a dos vessants i orientada nord - sud. Porta a la cara sud, d'arc de mig punt adovellada. Planta baixa amb sòl de pedra i amb volta. Davant de la façana sud, portal d'entrada amb arc de mig punt adovellat, amb el mur adossat per les dues bandes a la façana. Coberts al costat de la casa, aprofitant el mur del portal.
Parament de carreus irregulars, units amb morter. Les llindes de les finestres són de pedres tallades i de pedra picada.

## Història
La masia del Rial és una de les cases més antigues del pla de Busa, malgrat no tenir massa documentació, ja que l'Arxiu parroquial va ser cremat durant la guerra de 1936.